# Trofeul Carpați (handbal feminin) - Ediția a 45-a
Competiția din 2012 reprezintă a 45-a ediție a Trofeului Carpați la handbal feminin pentru senioare, turneu amical organizat anual de Federația Română de Handbal cu începere din anul 1959. Ediția din 2012, la care au luat parte patru echipe naționale, a fost găzduită de orașul Oradea și s-a desfășurat între 5-7 octombrie 2012.

## Echipe participante
Pe data de 4 septembrie 2012, Federația Română de Handbal a anunțat cele patru echipe naționale care vor participa la competiție. Acestea au fost Ungaria, Ucraina și două selecționate ale României, denumite România A și România B.

### România
România a participat cu 32 de handbaliste, care au fost împărțite în două selecționate, A și B. Unele jucătoare au făcut parte doar din echipa A, iar altele doar din echipa B, însă au existat și handbaliste care au jucat pe rând în ambele echipe, în funcție de meci. România A a fost antrenată de Gheorghe Tadici, iar România B de Bogdan Burcea și Florentin Pera.
| Portari - Andreea Mureșan (HC Zalău) - Mirela Nichita (HC Dunărea Brăila) - Mihaela Smedescu (HCM Baia Mare) - Talida Tolnai (Üsküdar BSK) - Paula Ungureanu (Oltchim Râmnicu Vâlcea) Extreme stânga - Iulia Curea (Oltchim Râmnicu Vâlcea) - Nicoleta Dincă („U” Jolidon Cluj) - Camelia Hotea (Corona Brașov) - Ana Maria Iuganu (HCM Roman) Extreme dreapta - Laura Chiper (Corona Brașov) - Magdalena Paraschiv („U” Jolidon Cluj) - Aneta Pîrvuț (HCM Baia Mare) - Andrada Trif (HC Zalău) Pivoți - Oana Apetrei (Corona Brașov) - Raluca Agrigoroaiei (HCM Roman) - Oana Manea (Oltchim Râmnicu Vâlcea) - Crina Pintea (HC Zalău) | Coordonatori - Ana Maria Apipie (SCM Craiova) - Daniela Băbeanu (SCM Craiova) - Luciana Marin (HCM Roman) Intermediari stânga - Eliza Buceschi (HCM Baia Mare) - Carmen Cartaș („U” Jolidon Cluj) - Diana Druțu (Corona Brașov) - Adina Meiroșu (Oltchim Râmnicu Vâlcea) - Gabriela Mihalschi (CSM București) - Gabriela Perianu (HC Dunărea Brăila) - Bianca Tiron (LPS Iași) - Clara Vădineanu („U” Jolidon Cluj) Intermediari dreapta - Mihaela Briscan (SCM Craiova) - Melinda Geiger (HCM Baia Mare) - Adriana Țăcălie (Corona Brașov) - Roxana Varga (HC Zalău) |

Antrenor România A
- Gheorghe Tadici

Antrenori România B
- Bogdan Burcea
- Florentin Pera

### Ungaria
Ungaria a participat cu o echipă formată din 15 handbaliste.
| Portari - Orsolya Herr (Győri Audi ETO KC) - Éva Kiss (Fehérvár KC) Extreme stânga - Ivett Szepesi (Győri Audi ETO KC) - Melinda Vincze (Érdi VSE) Extreme dreapta - Bernadett Bódi (Dunaújvárosi KKA) - Adrienn Orbán (Győri Audi ETO KC) Pivoți - Valéria Szabó (Zvezda Zvenigorod) | Coordonatori - Anita Görbicz (Győri Audi ETO KC) - Anikó Kovacsics (Győri Audi ETO KC) Intermediari stânga - Anita Bulath (Viborg HK) - Dóra Hornyák (Győri Audi ETO KC) - Kinga Klivinyi - Klára Szekeres (Érdi VSE) Intermediari dreapta - Szimonetta Planéta (Veszprém Barabás KC) - Viktória Rédei Soós (Győri Audi ETO KC) |

Antrenor
- Karl Erik Bøhn

### Ucraina
Ucraina a participat cu o echipă formată din 15 handbaliste.
| Portari - Viktoriia Tymoshenkova (Dinamo Volgograd) - Natalia Parhomenko (Kuban Krasnodar) - Marina Vlasenko (GK Astrahanocika) Extreme stânga - Viktoria Borșcenko (Dinamo Volgograd) - Irina Reznichenko Extreme dreapta - Iulia Managarova (Oltchim Râmnicu Vâlcea) - Anna Redka (HC Gomel) Pivoți - Irina Șuțka (HC Dunărea Brăila) - Olga Vașciuk (ŽRK Metalurg) | Coordonatori - Natalia Turkalo (GK Karpatî Ujhorod) Intermediari stânga - Irina Glibko (HC Danubius Galați) - Anastasia Pidpalova (Dinamo Volgograd) Intermediari dreapta - Olga Laiuk (Muratpaşa Belediyesi SK) - Olga Nikolaenko (Békéscsabai ENKSE) - Iulia Zaremba (HC Danubius Galați) |

Antrenor
- Leonid Ratner

## Partide

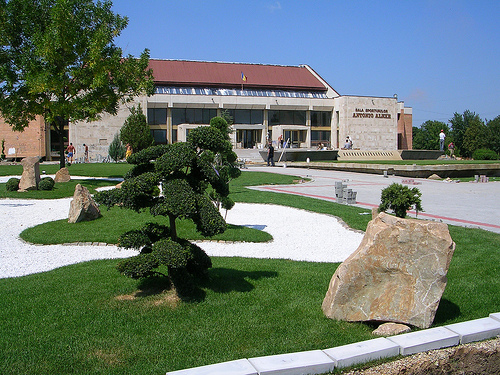
Sala „Antonio Alexe” din Oradea

Partidele s-au desfășurat pe durata a trei zile, 5, 6 și 7 octombrie 2012, în Sala „Antonio Alexe” din Oradea. Biletele au fost puse în vânzare în rețeaua Eventim și la sala orădeană și au costat 10 lei/zi (două meciuri).
Această ediție a Trofeului Carpați s-a desfășurat pe principiul „fiecare cu fiecare” (fiecare echipă a jucat câte un meci împotriva celorlalte trei), iar câștigătoarea a fost desemnată pe baza punctajului și golaverajului obținut.
| 5 octombrie 2012 16:00 | Ungaria   | 30 - 25 | Ucraina     | Sala „Antonio Alexe”, Oradea |
| 5 octombrie 2012 16:00 | Görbicz 8 | (19-10) | Pidpalova 5 | Sala „Antonio Alexe”, Oradea |
| 5 octombrie 2012 16:00 | Cronica   |         |             | Sala „Antonio Alexe”, Oradea |

| 5 octombrie 2012 18:00 | România A | 37 - 25 | România B | Sala „Antonio Alexe”, Oradea |
| 5 octombrie 2012 18:00 | Meiroșu 5 | (15-12) | Cartaș 6  | Sala „Antonio Alexe”, Oradea |
| 5 octombrie 2012 18:00 | Cronica   |         |           | Sala „Antonio Alexe”, Oradea |

| 6 octombrie 2012 10:00 | România B | 30 - 32 | Ungaria  | Sala „Antonio Alexe”, Oradea |
| 6 octombrie 2012 10:00 | Perianu 9 | (15-16) | Bulath 8 | Sala „Antonio Alexe”, Oradea |
| 6 octombrie 2012 10:00 | Cronica   |         |          | Sala „Antonio Alexe”, Oradea |

| 6 octombrie 2012 12:00 | România A | 31 - 22 | Ucraina      | Sala „Antonio Alexe”, Oradea |
| 6 octombrie 2012 12:00 | Geiger 8  | (17-10) | Managarova 9 | Sala „Antonio Alexe”, Oradea |
| 6 octombrie 2012 12:00 | Cronica   |         |              | Sala „Antonio Alexe”, Oradea |

| 7 octombrie 2012 10:00 | România B | 20 - 27 | Ucraina             | Sala „Antonio Alexe”, Oradea |
| 7 octombrie 2012 10:00 | Varga 4   | (10-14) | Managarova, Șuțka 6 | Sala „Antonio Alexe”, Oradea |
| 7 octombrie 2012 10:00 | Cronica   |         |                     | Sala „Antonio Alexe”, Oradea |

| 7 octombrie 2012 12:00 | România A              | 26 - 20 | Ungaria   | Sala „Antonio Alexe”, Oradea |
| 7 octombrie 2012 12:00 | Curea, Manea, Geiger 6 | (13-9)  | Görbicz 5 | Sala „Antonio Alexe”, Oradea |
| 7 octombrie 2012 12:00 | Cronica                |         |           | Sala „Antonio Alexe”, Oradea |

## Clasament și statistici
Ediția a 45-a a Trofeului Carpați pentru senioare a fost câștigată de reprezentativa „România A”, care a terminat pe primul loc cu 6 puncte.
| Echipa    | M | V | E | Î | GM | GP | G   | Pct |
| --------- | - | - | - | - | -- | -- | --- | --- |
| România A | 3 | 3 | 0 | 0 | 94 | 67 | +27 | 6   |
| Ungaria   | 3 | 2 | 0 | 1 | 82 | 81 | +1  | 4   |
| Ucraina   | 3 | 1 | 0 | 2 | 74 | 81 | −7  | 2   |
| România B | 3 | 0 | 0 | 3 | 75 | 96 | −21 | 0   |

### Clasamentul final
|   | România A |
|   | Ungaria   |
|   | Ucraina   |
| 4 | România B |

| \| Poz. \| Nume \| Echipă \| Goluri \| \| ---- \| ------------------- \| ------- \| ------ \| \| 1 \| Anita Görbicz \| Ungaria \| 19 \| \| 2 \| Melinda Geiger \| România \| 16 \| \| 2 \| Iulia Managarova \| Ucraina \| 16 \| \| 4 \| Anita Bulath \| Ungaria \| 14 \| \| 5 \| Iulia Curea \| România \| 13 \| \| 5 \| Oana Manea \| România \| 13 \| \| 5 \| Gabriela Perianu \| România \| 13 \| \| 8 \| Adina Meiroșu \| România \| 12 \| \| 8 \| Anastasia Pidpalova \| Ucraina \| 12 \| \| 10 \| Viktoria Borșcenko \| Ucraina \| 11 \| \| 10 \| Magdalena Paraschiv \| România \| 11 \| \| 10 \| Viktória Rédei Soós \| Ungaria \| 11 \| \| 10 \| Valéria Szabó \| Ungaria \| 11 \| | - Cea mai bună jucătoare: Oana Manea (ROU) - Cea mai bună marcatoare: Anita Görbicz (HUN) (19 goluri) - Cel mai bun portar: Talida Tolnai (ROU) |         |        |
| Poz. | Nume | Echipă  | Goluri |
| 1 | Anita Görbicz | Ungaria | 19     |
| 2 | Melinda Geiger | România | 16     |
| 2 | Iulia Managarova | Ucraina | 16     |
| 4 | Anita Bulath | Ungaria | 14     |
| 5 | Iulia Curea | România | 13     |
| 5 | Oana Manea | România | 13     |
| 5 | Gabriela Perianu | România | 13     |
| 8 | Adina Meiroșu | România | 12     |
| 8 | Anastasia Pidpalova | Ucraina | 12     |
| 10 | Viktoria Borșcenko | Ucraina | 11     |
| 10 | Magdalena Paraschiv | România | 11     |
| 10 | Viktória Rédei Soós | Ungaria | 11     |
| 10 | Valéria Szabó | Ungaria | 11     |